# Culex guizhouensis
Culex guizhouensis är en tvåvingeart som beskrevs av Chen och Zhao 1985. Culex guizhouensis ingår i släktet Culex och familjen stickmyggor. Inga underarter finns listade i Catalogue of Life.